# Departamento Cachi
Das Departamento Cachi liegt im Zentrum der Provinz Salta im Nordwesten Argentiniens und ist eine von 23 Verwaltungseinheiten der Provinz.
Es grenzt im Norden an das Departamento La Poma, im Norden und Osten an das Departamento Rosario de Lerma, im Osten an das Departamento Chicoana, im Süden an die Departamentos Molinos und San Carlos und im Westen an das Departamento Los Andes.
Die Hauptstadt des Departamento ist das gleichnamige Cachi.

## Städte und Gemeinden
Das Departamento Cachi gliedert sich in zwei Comisiones municipales:
- Cachi
- Payogasta

Weitere Siedlungen im Departamento sind:
- Cachi Adentro
- Escalchi
- La Paya
- San José de Escalchi